# 高本学
高本 学（たかもと がく、1993年12月31日 - )は、日本の俳優、モデルである。大阪府出身。身長180cm。ソニー・ミュージックエンタテインメント所属。日本大学芸術学部写真学科卒業。

## 略歴
2015年、ソニーミュージックと宝島社の男性向けファッション雑誌「smart」による「第二回 SonyMusic×smart モデル・俳優・タレントオーディション」にてグランプリを獲得し、smart専属モデルとなる。

2016年4月、男性演劇集団・劇団番町ボーイズ☆に加入。2017年9月30日をもって同劇団を卒業した。

俳優、モデルとして、舞台、映像を問わず活動を広げている。

## 人物
趣味・特技はギター、写真。

## 出演

### 舞台
- 劇団TEAM-ODAC 第20回本公演『saigoノbansan(2016)』（2016年3月16日 - 20日、全労済ホール スペース・ゼロ）- フランキー 役[7]
- 劇団番町ボーイズ☆
  - 劇団番町ボーイズ☆『天下統一恋の乱 Love Ballad』（2016年10月13日 - 16日、全労済ホール スペース・ゼロ）- 伊達政宗 役[8]
  - 劇団番町ボーイズ☆ 第5回本公演 スイーツボーイズ1st『甘くはないぜ!』（2016年12月2日 - 4日、DDD AOYAMA CROSS THEATER）- 天見光也 役[9]
  - 劇団番町ボーイズ☆ 第6回本公演『ギブアップダンス!!!』（2017年3月23日 - 26日、しもきた空間リバティ）- ショーンSawaguchi 役[10]
  - 劇団番町ボーイズ☆ 第7回本公演『マネキンライフ』（2017年6月9日 - 11日、新宿シアターモリエール）- ボブ 役[11]
  - 劇団番町ボーイズ☆ 第9回本公演 スイーツボーイズ2nd『甘くはないぜ!2 ～ワールドオブシュガーレス～』（2017年8月31日 - 9月3日、新宿村LIVE）- 天見光也 役[12]
  - 劇団番町ボーイズ☆NEXT 第2回公演『ギブアップダンス!!!』（2021年2月7日、中目黒キンケロ・シアター）※日替わりゲスト出演
- Be With プロデュース VOL.30『灰とダイヤモンド ASHES AND THE DIAMOND～And it’s pouring with rain』（2017年2月22日 - 26日、Geki地下Liberty）- Topaz 役[13]
- ミュージカル『ヘタリア』- プロイセン 役
  - ミュージカル『ヘタリア』〜in the new world〜（2017年7月15日 - 17日、NHK大阪ホール / 7月21日 - 8月2日、シアター1010）[14]
  - ミュージカル『ヘタリア』〜The world is wonderful〜（2021年12月16日 - 19日、COOL JAPAN PARK OSAKA WWホール / 12月23日 - 31日、品川プリンスホテル ステラボール）
  - ミュージカル「ヘタリア〜The Fantastic World～」（2023年4月7日 - 10日、東大阪市文化創造館　Dream House 大ホール / 4月15日 - 23日、日本青年館ホール）
  - ミュージカル「ヘタリア〜The glorious world〜」（2024年8月9日 - 12日、京都劇場 / 8月17日 - 19日、森ノ宮ピロティホール / 8月24日 - 9月8日、日本青年館ホール）[15]
- 怪奇幻想歌劇『笑う吸血鬼』（2017年12月28日 - 31日、大阪ビジネスパーク 円形ホール） - 辺見外男 役[16]
- 舞台『DIABOLIK LOVERS MORE,BLOOD』（2018年1月24日 - 28日、クラブex）- 逆巻スバル 役[17]
- 舞台 劇団シャイニング from うたの☆プリンスさまっ♪
  - 『JOKER TRAP』（2018年4月19日 - 30日、天王洲 銀河劇場 / 5月10日 - 13日、梅田芸術劇場 シアター・ドラマシティ）- REN 役[18]
  - 『BLOODY SHADOWS』（2020年11月5日 - 8日、シアター1010 / 11月19日 - 23日、COOL JAPAN PARK OSAKA WWホール）- ウォーレン役
- 舞台『宇宙戦艦ティラミス』- イスズ・イチノセ 役
  - 舞台『宇宙戦艦ティラミス』（2018年7月25日 - 31日、シアターサンモール / 8月11日 - 12日、ABCホール）
  - 舞台『宇宙戦艦ティラミスII』蟹・自分でむけますか（2019年12月27日 - 29日、松下IMPホール / 2020年1月8日 - 19日、クラブeX）[19]
  - 舞台『宇宙戦艦ティラミス』～銀河鉄道で遊郭行きてえなあ編～（2022年10月7日 - 16日、こくみん共済coopホール スペース・ゼロ）
  - 舞台『宇宙戦艦ティラミス』完結編〜ファイナルラストはエンドの終わり〜（2023年9月2日・3日、瑞穂市サンシャインホール / 9月7日 - 17日、IMAホール）[20]
- 舞台『私のホストちゃん』
  - 舞台『私のホストちゃん THE PREMIUM』（2019年2月1日 - 24日、オルタナティブシアター / 3月2日 - 3日、ウインクあいち 大ホール / 3月8日 - 10日、松下IMPホール）- 真那武 役[21]
  - 舞台『私のホストちゃん THE LAST LIVE』〜最後まで愛をナメんなよ!〜 （2020年2月2日、日本青年館ホール）- 真那武 役（ゲスト出演）
- 舞台『黒子のバスケ』ULTIMATE-BLAZE（2019年4月30日 - 5月1日、COOL JAPAN PARK OSAKA TTホール / 5月4日 - 5日、刈谷市総合文化センター 大ホール / 5月7日 - 13日、日本青年館ホール / 5月18日 - 19日、福岡市民会館大ホール）- 黛千尋 役[22]
- Starry☆Sky on STAGE（2019年7月10日 - 15日）- 青空颯斗 役[23]
- 朗読劇『朝彦と夜彦1987』（2019年8月、渋谷シダックスカルチャーホールA）- 夜彦 役
- ミュージカル『スタミュ』 - 虎石和泉 役[24]
  - -3rdシーズン-（2019年8月12日 - 25日、日本青年館ホール / 8月29日 - 9月1日、森ノ宮ピロティホール）
  - スピンオフ team楪＆team漣 単独公演『Storytellers』（2020年12月5日 - 12日、シアター1010 / 12月18日 - 20日、ステラボール）
- Reading Cinema×2019Autumn Special＜LOVE×LETTERS＞（2019年9月21日 - 22日、ベルサール田町）- 海斗 / 大地 役
- さらに『さらざんまい』～愛と欲望のステージ～（2019年11月28日 - 12月1日、シアター1010 / 12月7日 - 8日、COOL JAPAN PARK OSAKA WWホール）- 阿久津真武 役[25][26]
- VR演劇『鈍色とイノセンス ～Mixalive殺人事件45年目の真実 ～』（2020年4月、Mixalive TOKYO B2F「Hall Mixa」）- 小南エド 役[27]※新型コロナウィルス感染症の影響で公演中止
- 佐渡島他吉の生涯（2020年5月 - 6月、PARCO劇場 / NHK大阪ホール）- 新太郎 役※新型コロナウィルス感染症の影響で公演中止
- 機動戦士ガンダム00 -破壊による覚醒-Re:(in)novation（2020年7月、新国立劇場 中劇場）- リヴァイヴ・リバイバル 役※新型コロナウィルス感染症の影響で公演中止
- アナ伝Vo.1『ウェールズの赤竜〜アーサー王伝説〜』（2020年8月19日 - 24日、シアターサンモール）- モーガン 役[28][29]
- 舞台『BRAVE10〜昇焉〜』（2020年9月19日 - 27日、ところざわサクラタウン　ジャパンパビリオン・ホールA）- スサノオ 役
- Reading Cinema × 2020 Autumn Special ＜Spiral＞艶やかに回転する時―――――（2020年11月28日 - 29日、ベルサール西新宿）[30]
- MONSTER LIFE - ガク 役
  - MONSTER WAVE SP 〜怪優たちと聖なる公開生配信〜（2020年12月25日、新宿角座）[31]
  - MONSTER LIFE コント公開収録 〜もんさぽ以外立入禁止！！〜（2020年12月26日、新宿角座）
  - MONSTER LIVE！シーズン3 〜もんさぽのみなさん、僕たち怪優になれてます？〜（2021年1月29日 - 31日、目黒区中小企業センターホール）[32]
- 舞台『刀剣乱舞』大坂夏の陣（2021年4月11日 - 6月27日、IHIステージアラウンド東京）- 数珠丸恒次 役
- Live Musical『SHOW BY ROCK!!』-DO根性北学園編- 夜と黒のReflection（2021年8月19日 - 29日[33]、天王洲 銀河劇場）- ジョウ 役[34]
- ミュージカル『悪ノ娘』（2021年10月8日 - 12日、草月ホール）- カイル 役
- 朗読劇『クローバーに愛をこめて』（2021年11月6日 - 7日、浜離宮朝日ホール・小ホール）
- 舞台『ヴァニタスの手記』（2022年1月29日、シアター1010）- ノエ・アルシュビスト 役【菊池修司コロナ陽性による降板のため代役】
- COLOR CROW - 阿佐美煉 役
  - COLOR CROW -蒼霧之翼-（2022年3月12日 - 21日、シアターサンモール）[35]
  - COLOR CROW -神緑之翼-（2022年10月20日 - 25日、紀伊國屋サザンシアター TAKASHIMAYA）[36]
  - COLOR CROW -黒韻之翼-（2023年5月4日 - 13日、シアター1010）[37]
  - COLOR CROW -黄靱之翼-（2024年2月10日 - 18日、こくみん共済coopホール スペース・ゼロ）[38]
- 舞台『薔薇王の葬列』（2022年6月10日 - 19日、日本青年館ホール）- ジョージ 役[39]
- 少年社中第30回公演『クアンタム-TIMESLIP黄金丸-』（2022年8月4日 - 14日、紀伊國屋ホール / 8月18日 - 21日、近鉄アート館）- ワープロ 役
- ミュージカル『ウインドボーイズ！』（2022年12月22日 - 27日、シアター1010）- 佐野愛実 役[40]
- 『東京カラーソニック!!』the Stage - 加地春飛 役
  - Vol.1（2023年2月18日 - 26日、シアター1010）[41]
  - Vol.2（2023年11月10日 - 19日、天王洲 銀河劇場）[42]
- Action Stage『エリオスライジングヒーローズ』-THE WEST-（2024年3月7日 - 16日、シアター1010 / 3月23日・24日、京都劇場） - フェイス・ビームス 役[43]
  - Action Stage『エリオスライジングヒーローズ』-SUMMER FESTIAL-（2025年8月7日 - 17日〈予定〉、シアターH / 8月23日・24日〈予定〉、SkyシアターMBS）[44]
- ASPイッツフォーリーズ公演 ミュージカル『鉄鼠の檻』（2024年6月14日 - 24日、紀伊國屋サザンシアター TAKASHIMAYA / 6月28日 - 29日、サンケイホールブリーゼ） - 山下徳一郎 役[45][46]
- 舞台『ぐらんぶる』（2024年11月13日 - 17日、Mixalive TOKYO Theater Mixa） - 主演・北原伊織 役（佐伯亮とW主演）[47]
- 舞台『終遠のヴィルシュ -ErroR:salvation- Case. Scien Brofiise』（2024年12月19日 - 29日、シアターサンモール） - アドルフ 役[48]
- 赤塚不二夫生誕90周年記念公演『赤塚不二夫スクラップブック』（2025年4月15日 - 20日、CBGKシブゲキ!!）[49]
- 舞台『RE:BIRTH』（2025年10月2日 - 13日〈予定〉、飛行船シアター） - 和潮 役[50][51]

### 映画
- 帝一の國（2017年4月29日、東宝）- 近藤駕次郎 役[52]
- COLOR CROW-緋彩之翼–（2022年9月23日公開）- 阿佐美煉 役

### ミュージックビデオ
- 大黒摩季「Lie,Lie,Lie,」（2017年9月26日）

### テレビドラマ
- フリンジマン 第9話（2017年12月2日、テレビ東京）
- 新・ミナミの帝王 第18作『バイトテロの誘惑』（2020年1月13日、関西テレビ）- ヨシキ 役

### テレビ
- 番町ボーイずん（2016年1月8日 - 9月29日、TOKYO MX）[53]
- テアトル☆番町（2017年1月6日 - 6月30日、TOKYO MX）[54]
- テアトル☆番町W（2017年7月7日 - 10月6日、TOKYO MX）[55]
- たびメイト特別編（2019年1月2日、TOKYO MX）
- たびメイト season2（2019年10月2日 - 12月25日、TOKYO MX）
- モンスターライフ（2019年7月13日 - 、仙台放送 / 2019年7月15日 - 、YouTube）- ガク 役

### テレビアニメ
- UniteUp!（2023年 - 2025年、森ノ宮奏太[56]） - 2シリーズ[一覧 1]

### ラジオ
- 植ちゃん・学のなにわもぐもぐラジオ（2020年9月6日 - 、MBSラジオ）

### アプリ内配信番組
- 菊池修司と高本学の学修じかん（2020年6月4日配信開始、ON STAGE）

### その他
- ミュージカル『ヘタリア FINAL LIVE～A World in the Universe～』（2018年3月17日 - 18日、幕張メッセ イベントホール / 21日、フェスティバルホール）- プロイセン 役[57]
- 劇団シャイニング from うたの☆プリンスさまっ♪ 『SHINING REVUE』（2018年5月26日 - 27日・6月2日、日本青年館ホール）- REN 役[58]
- 高本学×菊池修司～修学祭〜
  - vol.1（2019年7月27日、THE GRAND HALL）[59]
  - vol.2（2020年8月10日、ニッショーホール）[60]
- たびメイトSeason2 放送記念ファンミーティング（2019年10月26日、浜松町シーバンスホール）[61]
- バースデーイベント
  - GAKU TAKAMOTO 27th BIRTHDAY EVENT（2021年1月10日、神田明神ホール）[62]
  - Gaku Takamoto 28th Anniversary（2022年1月10日、日本橋公会堂）
- 劇団シャイニング from うたの☆プリンスさまっ♪『SHINING REVUE～Finale～』（2021年配信）- ウォーレン 役
- 2022年冬季 カブ主総会（2022年1月23日、SHIBUYA PLEASURE PLEASURE）※1部ゲスト
- 2.5次元男子。LIVE2022〜僕たちの夏は終わらない！〜(2022年9月29日、中野サンプラザ)
- 舞台『刀剣乱舞』七周年感謝祭 –夢語刀宴會　（ゆめがたりかたなのうたげ）–（2023年8月4日 - 6日、幕張メッセ 幕張イベントホール） -  数珠丸恒次 役[63]

## 書籍
- ファースト写真集「G-raphic」（2021年7月1日、幻冬舎）[64]

### シリーズ一覧
1. ↑  第1期（2023年）、第2期『-Uni:Birth-』（2025年）